# Cyrtodactylus malcolmsmithi
Espèce
Synonymes
- Gonydactylus malcolmsmithi Constable, 1949

Statut de conservation UICN

 DD  : Données insuffisantes
Cyrtodactylus malcolmsmithi est une espèce de geckos de la famille des Gekkonidae.

## Répartition
Cette espèce est endémique du Pendjab en Inde.

## Étymologie
Cette espèce est nommée en l'honneur de Malcolm Arthur Smith.

## Publication originale
- Constable, 1949 : Reptiles from the Indian Peninsula in the Museum of Comparative Zoology. Bulletin of the Museum of Comparative Zoology, vol. 103, p. 59-160 (texte intégral).